# Estadio Tierra de Campeones
Das Estadio Tierra de Campeones ist ein Leichtathletik- und Fußballstadion in Iquique, Región de Tarapacá, Chile. Das 1993 gebaute Stadion wurde 2016 für Renovierungsarbeiten geschlossen und 2020 wiedereröffnet.
1997 war das Stadion ein Austragungsort der U-20-Fußball-Südamerikameisterschaft 1997. Im April und Mai 2009 war es der einzige Austragungsort der U-17-Fußball-Südamerikameisterschaft 2009.

## Geschichte
Ende der 1980er begannen die Bauarbeiten, die von der Gemeinde Iquique unter Bürgermeisterin Myrta Dubost in Auftrag gegeben wurden, um das bisherige Estadio Municipal zu ersetzen. Wegen Geldmangels verzögerte sich die Fertigstellung bis 1993, als am Eröffnungstag erstmals ein Spiel im neugebauten Stadion stattfand. Das erste Pflichtspiel im zu der Zeit 9500 Zuschauer fassenden Stadion verlor Deportes Iquique gegen Deportes Temuco mit 0:4 in der Primera División und stieg in die 2. Liga Chiles ab.
Am 1. April 2014 trug das Stadion Schäden durch das Erdbeben 95 km nordwestlich von Iquique davon. Deportes Iquique, mittlerweile wieder erstklassig und 2017 sogar international vertreten, musste in andere Stadien ausweichen. Die Arbeiten begannen 2016 mit dem Abriss des Stadions, um mit dem neuen Stadion FIFA-Standards zu genügen. Am 2. Februar 2020 wurde das Stadion mit einer Kapazität von 13.171 dann mit dem Ligaspiel zwischen Deportes Iquique und Everton wiedereröffnet.

## Stadionanlage
Das Stadion beinhaltet eine Laufbahn für Leichtathletikveranstaltungen und Flutlicht. Daneben gibt es am Stadion noch zwei Kunstrasenplätze, einen Baseballplatz sowie ein Casa del Deportista, in dem verschiedenste Sportarten ausgeführt werden können.